# Funció de quadrat integrable
En anàlisi matemàtica, una funció {\displaystyle f(x)} d'una variable real amb valors reals o complex és de quadrat sumable o també de quadrat integrable sobre un determinat interval, si la integral del quadrat del seu mòdul, definida en l'interval de definició, convergeix.

{\displaystyle \int _{-\infty }^{+\infty }~|f(x)|^{2}dx~<~\infty }

Aquest concepte s'estén a les funcions definides sobre un espai de mesura que té valors en un espai vectorial de dimensió finita.
El conjunt de totes les funcions mesurables de quadrat integrable en un domini donat formen un espai de Hilbert sumable, també anomenat espai L  2 .
La condició de quadrat sumable és particularment útil en mecànica quàntica, ja que constitueix la base per a les funcions que descriuen el comportament dels sistemes físics, conseqüència de la interpretació probabilística de la mecànica quàntica.
Per exemple, per determinar el comportament en l'espai d'una partícula (sense espín) s'utilitza la funció d'ona {\displaystyle \psi (x,y,z)} per a la qual ha d'existir i tenir un valor finit una integral de la forma:

{\displaystyle \int _{\mathbb {R} ^{3}}~|\psi |^{2}dV<\infty }

Aquesta noció es generalitza a les funcions p-mesurables per a un nombre p real positiu, sent les de quadrat sumable les que corresponen amb el cas particular p = 2.